# 주청두 대한민국 총영사관
주청두 대한민국 총영사관(중국어 간체자: 大韩民国驻成都总领事馆, 정체자: 大韓民國駐成都總領事館)은 대한민국 정부가 중화인민공화국 쓰촨성 청두시에 설치한 총영사관이다. 현임 총영사는 2020년 12월에 취임한 이광호이다.

## 역사
- 2005년 2월 26일 : 주청두 대한민국 총영사관 개설

## 소재지
- 영어 : CONSULATE GENERAL OF THE REPUBLIC OF KOREA 14F Square One, 18 Dongyu St, Jinjiang District, Chengdu, Sichuan 610016 ,P.R. China
- 중국어 : 中国四川省成都市锦江区东御街18号百扬大厦14楼 大韩民国驻成都总领事馆
- 우편번호 : 610016

## 교통편
- 청두 지하철 1호선, 청두 지하철 2호선 : 톈푸광장역(중국어판, 영어판) D, E 출입구를 통해 도보로 약 5분 소요되며 주변에는 43, 47, 104, 334번 버스가 운행됨.

## 관할 구역
- 쓰촨성
- 청두직할시
- 윈난성
- 구이저우성

## 업무 시간
- 매주 월 ~ 금요일 : 오전 9시 ~ 저녁 5시 30분
- 점심 시간 : 낮 12시 ~ 오후 1시 30분

## 휴무일
- 매주 토요일, 일요일
- 대한민국의 공휴일 중 4대 국경절
- 중화인민공화국의 공휴일 (주재국 공휴일) 전체

## 비고
현재 코로나19 범유행과 관련된 이슈로 인해 영사관의 운영이 중단되는 등 비자 업무에도 차질이 생기게 되자, 운영 여건 역시 현지 업무 상황이 좋지 않기 때문에, 입국 절차가 기존 대비 매우 까다로워질 수도 있다.

## 같이 보기

### 일반 주제
- 대한민국의 재외공관 목록
- 중화인민공화국 주재 외국공관 목록
- 대한민국-중화인민공화국 관계

### 중국에 설치된 한국 공관
- 주중국 대한민국 대사관
- 주상하이 대한민국 총영사관
- 주광저우 대한민국 총영사관
- 주시안 대한민국 총영사관
- 주우한 대한민국 총영사관
- 주칭다오 대한민국 총영사관
- 주홍콩 대한민국 총영사관
- 주선양 대한민국 총영사관

### 청두에 설치한 다른 영사관
- 주청두 미국 총영사관 (2020년 폐쇄)